# 石原円吉

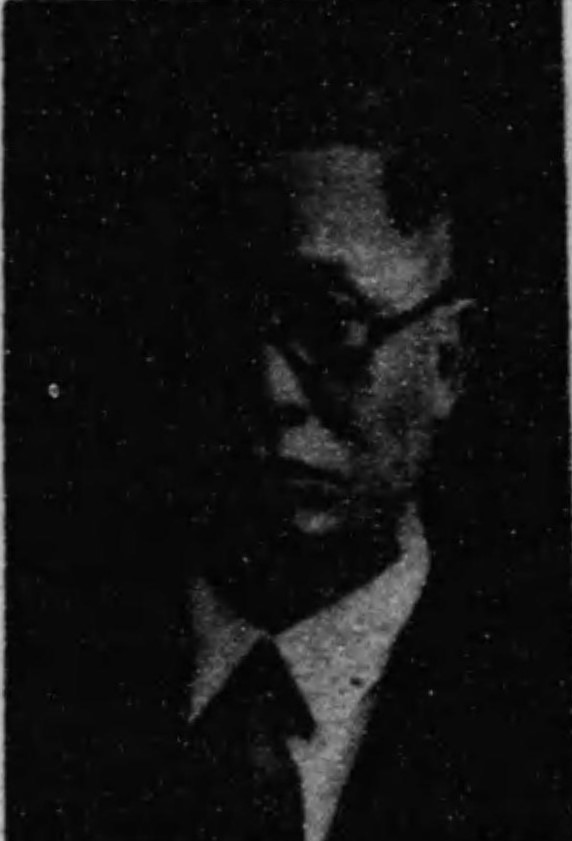
石原円吉

石原 円吉（石原 圓吉、いしはら えんきち、1877年（明治10年）12月7日 - 1973年（昭和48年）2月2日）は、大正から昭和期の漁業関係者、政治家、実業家。衆議院議員（3期）、三重県志摩郡和具町長。初名は彦四郎。

## 経歴
三重県英虞郡和具村（現志摩市志摩町和具）で、先代・石原円吉の長男として生まれる。1919年（大正8年）家督を相続し円吉を襲名。
三重県会議員、同議長、和具町長を務め、水産振興、漁港整備などに尽力。また、三重県水産会長、三重沃土取締役社長、石原満俺取締役社長、三重県鮮魚運搬統制組合理事長、ラジオ三重監査役、三重交通取締役、志摩観光ホテル取締役、全国漁業協同組合連合会監事、三重県漁業協同組合連合会長、伊勢志摩国立公園協会長などを務めた。
1933年（昭和8年）頃から国政選挙への立候補を願っていたが、1946年（昭和21年）4月、第22回衆議院議員総選挙おいて三重県選挙区で日本自由党から出馬して念願の初当選を果たし、その後、第24回総選挙まで3回連続当選した。この間、日本自由党総務、民主自由党水産対策委員長、衆議院水産委員長などを歴任。
1959年（昭和34年）9月鳥羽市立鳥羽中学校備品購入費として10万円寄付、同年12月鳥羽市立小浜小学校備品購入費として10万円寄付により1964年（昭和39年）9月19日紺綬褒章受章、同年10月3日飾版。
1964年（昭和39年）4月の春の叙勲で勲三等に叙され、旭日中綬章を受章。さらに1972年（昭和47年）4月の春の叙勲で勲二等に叙され、瑞宝章を受章する。
1973年（昭和48年）2月2日、死去した。95歳没。同月9日、特旨を以て位記を追賜され、死没日付をもって正四位に叙された。

## 親族
- 三男 石原義剛（海の博物館長）[5]